# Pohlenzschänke

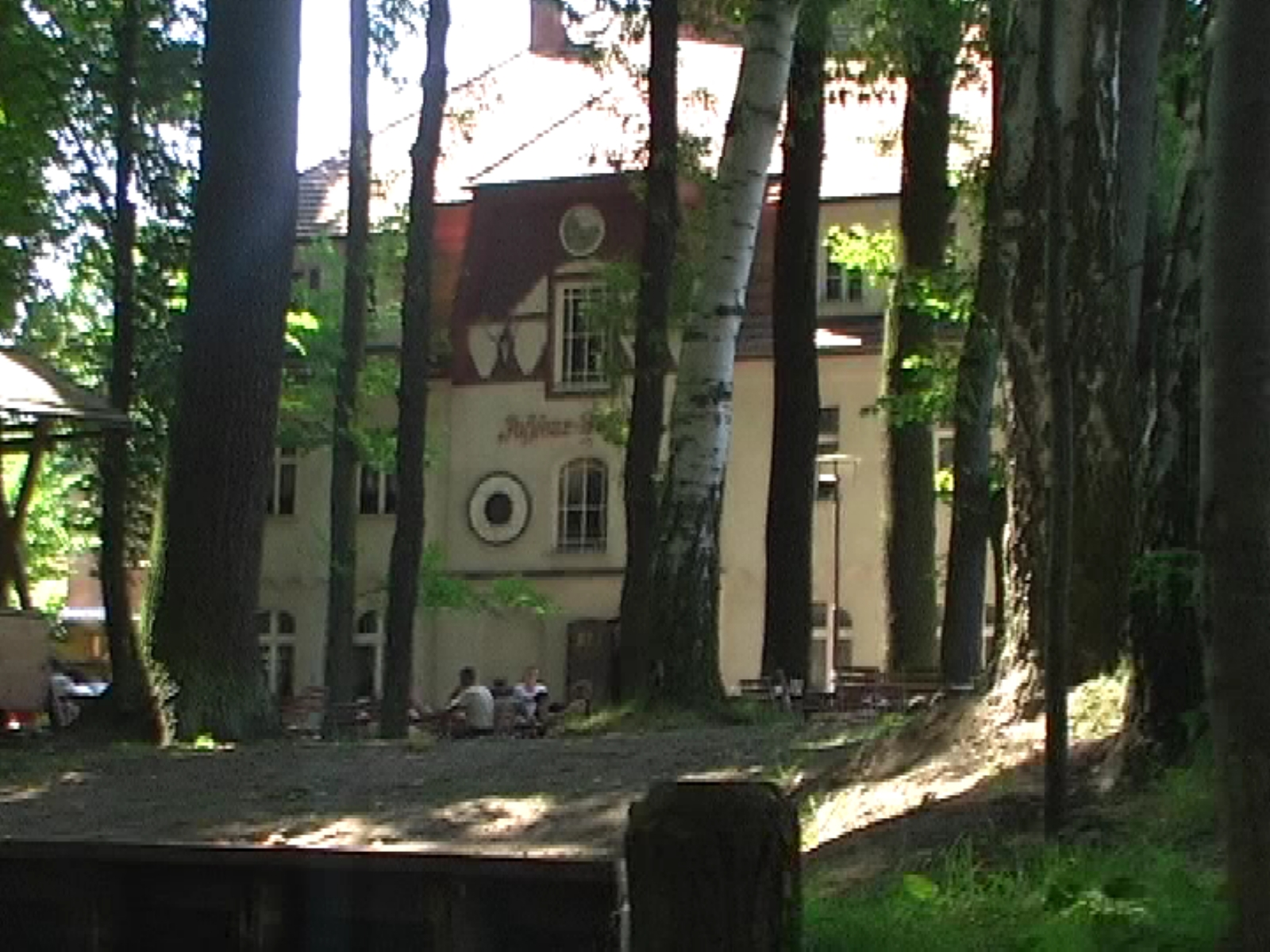
Pohlenz-Schänke (2008)

Die Pohlenzschänke (als Wohnplatz bis 24. Januar 2019 Polenzschenke), niedersorbisch Póleńcowa Kjarcma, ist ein amtlich ausgewiesener Wohnplatz im Ortsteil Leipe der Stadt Lübbenau/Spreewald im Landkreis Oberspreewald-Lausitz in Brandenburg. Verkehrstechnisch ist die Pohlenzschänke allerdings nur über das benachbart gelegene Burg zu erreichen. Das Gehöft steht unter Denkmalschutz.

## Geschichte
Der Name des Gasthauses leitet sich von dem Nachnamen des Fischers Christian Pohlenz aus Leipe ab, der sich um 1765 in der Gegend um die heutige Pohlenzschänke niedergelassen hatte. Pohlenz wiederum ist aus der sorbischen/wendischen Sprache abgeleitet und bedeutet „überschwemmte Wiese“. Vermutlich wurden bereits damals vorbeiziehende Fischer, Landwirte und Jäger bewirtet. In den 1780er-Jahren errichtete sein Sohn Friedrich Pohlenz ein Blockhaus mit Schankstube und erhielt 1786 das offizielle Schankrecht.
Ende des 19. Jahrhunderts war Friedrich Pohlenz Besitzer des Gasthauses. Etwa 1896 erhielt die Gaststätte einen Saalanbau. Die Wandbilder im Gebäude wurden zwischen 1902 und 1905 von dem Dresdner Kunstmaler Heynemann geschaffen, dieser erhielt als Gegenleistung freie Unterkunft und Verpflegung. Durch den zu dieser Zeit einsetzenden Tourismus hatte die Pohlenzschänke zahlreiche Gäste, allerdings fehlten für diese Übernachtungsmöglichkeiten. Im Jahr 1924 wurde das Gasthaus auf Erlenrollen etwa 50 Meter nach hinten verschoben. Auf dem neu entstandenen Platz wurde daraufhin ein Backsteinbau mit Aussichtsturm errichtet, welcher im Mai 1925 eröffnet werden konnte.
1932 wurde die Pohlenzschänke an den Lübbenauer Oskar Callin verpachtet. Dieser führte die Gaststätte zusammen mit seiner Frau und seinen beiden Töchtern bis 1947. Danach kam die Pohlenzschänke an Bernhard und Elise Fittkau, die die Gaststätte später kauften. Ende der 1950er-Jahre wurde die Gaststätte an das Stromnetz angeschlossen, allerdings wurde dem Antrag von staatlicher Seite nur stattgegeben, da sich die Fittkaus verpflichteten, die Strommasten selbst zu transportieren. Ab den 1960er-Jahren wurde die Pohlenzschänke von der HO Weimar übernommen und von dieser bis 1990 als Kinderferienlager genutzt. Nach dem Ende der DDR wurde die Gaststätte 1991 von Karl-Heinz Starick aus Lehde gepachtet und weitergeführt. Joachim Fittkau, der immer noch Besitzer der Pohlenzschänke war, überschrieb diese schließlich zum 1. Januar 2008 auf seine Tochter Stephanie Fittkau, die die Pohlenzschänke bis heute führt.